# St. Michael’s Church (Baltimore)

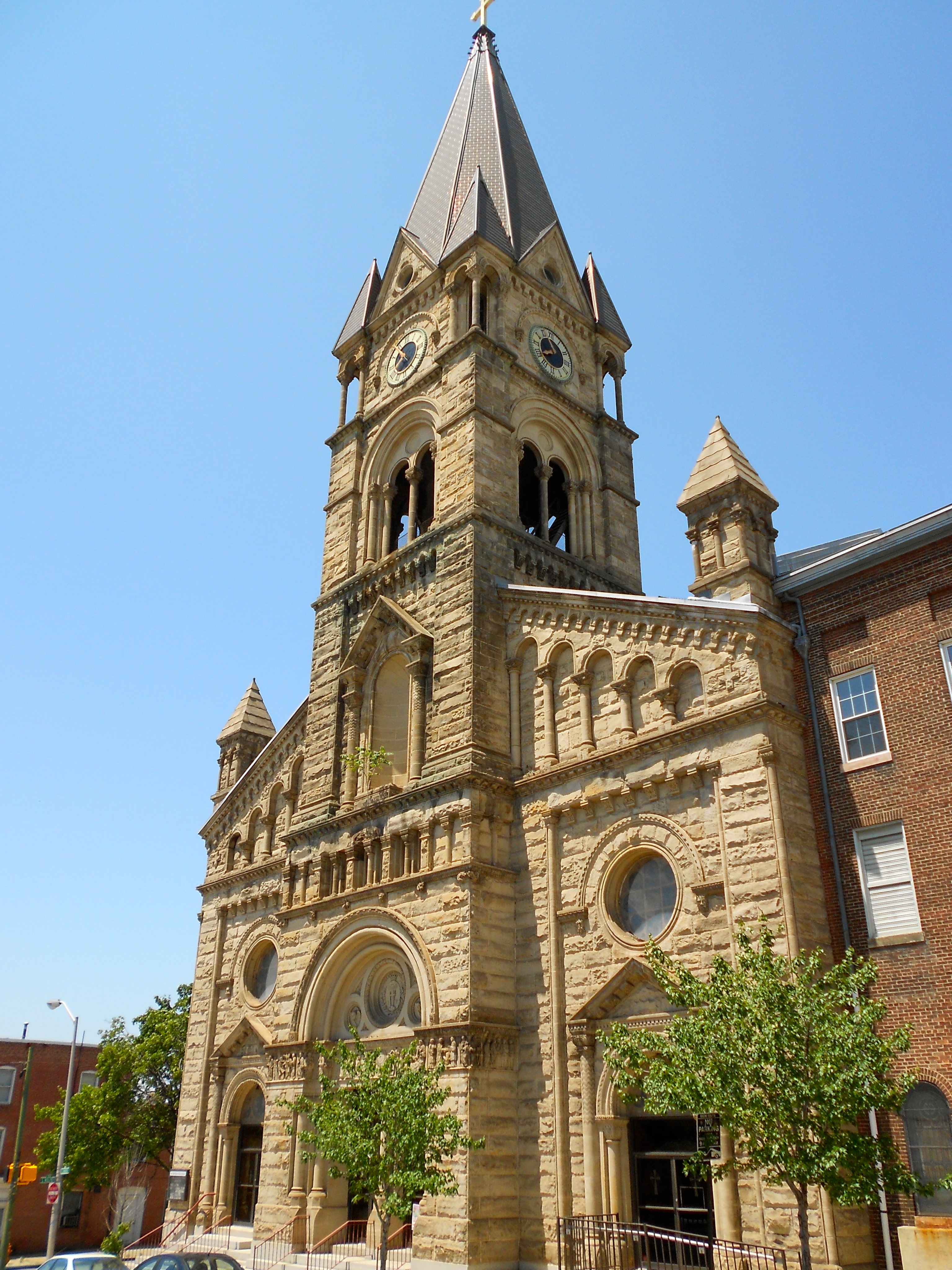
Die St. Michael’s Church in Baltimore

Die St. Michael’s Church ist ein profaniertes früheres römisch-katholisches Kirchengebäude in Baltimore im US-Bundesstaat Maryland in den Vereinigten Staaten. Das Gotteshaus wurde 1989 mit den zugehörigen Bauwerken für die Kirchengemeinde, Schulgebäuden sowie einem Konvent von Redemptoristen im National Register of Historic Places als historisches Denkmal aufgenommen. In der Kirche befindet sich (Stand 2024) die Brauerei Ministry of Brewing.

## Geschichte
Die Kirchengemeinde von St. Michael’s bildete sich durch die Einwanderung katholischer Einwanderer aus Deutschland, die sich in East Baltimore Mitte des 19. Jahrhunderts niederließen und die von Redemptoristen seelsorgerisch im Rahmen ihrer Missionstätigkeit in Baltimore betreut wurden. Die zugehörige St. Michael’s Church wurde nach einem Entwurf von  Louis L. Long errichtet. Die  Grundsteinlegung der aus Backstein bestehenden Kirche erfolgte am 2. August 1857 und am 26. Dezember 1859 fand die Kirchweihe statt. Im Frühjahr 1861 wurde das Gotteshaus um einen 180 Fuß hohen Kirchturm über der bestehenden Sakristei ergänzt und mit einem vergoldeten Kreuz gekrönt. Schon nach wenigen Jahren war der Turm einsturzgefährdet und 1866 wurde es notwendig, ihn zu entfernen.
Im Januar 1889 wurde beschlossen, die St. Michael’s Church grundlegend zu renovieren. Die Planungen dazu stammten von den Architekten Baldwin und Pennington aus Baltimore. Der Turm wurde neu errichtet sowie die ursprünglichen Backsteinmauern im Süden und Westen vollständig mit Granit verkleidet. Das Hauptportal wurde mit aufwendigen Steinmetzarbeiten ausgestattet, die die sieben Sakramente und zwölf Apostel darstellen.
Im Jahr 2011 erfolgte die Schließung der Kirche, deren Unterhaltungskosten nicht mehr aufgebracht werden konnten, und die Zusammenlegung der Gemeinde mit der Sacred Heart Church.